# Dale-Gletscher
Der Dale-Gletscher ist ein Kargletscher im ostantarktischen Viktorialand. Er fließt von der Südwestflanke des Mount Huggins in der Royal Society Range zum Skelton-Gletscher. 
Das Advisory Committee on Antarctic Names benannte ihn 1963 nach Lieutenant Commander Robert L. Dale von der United States Navy, Kommandant der Abordnung der Flugstaffel VX-6, die 1960 auf der McMurdo-Station überwinterte.